# Annina Rajahuhta
Annina Rajahuhta (Helsinki, 8 marzo 1989) è una hockeista su ghiaccio finlandese.

## Palmarès

### Olimpiadi
- Bronzo a Vancouver 2010.